# レ・ゼルビエ
レ・ゼルビエ （Les Herbiers）は、フランス、ペイ・ド・ラ・ロワール地域圏、ヴァンデ県のコミューン。

## 地理

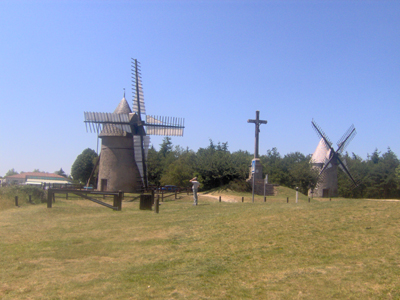
アルエットの丘

レ・ゼルビエは人口において県第3位のコミューンであり、面積では県第2位のコミューンである。1960年にレ・ゼルビエ、ル・プティ・ブール、アルドゥレの3つのコミューンが合併した。コミューンはこのようにヴァンデ有数の規模である。
県北東部にある高ボカージュ・ヴァンデン地方の中心地であり、歴史を持つ観光地アルエットの丘のふもとにある。コミューン内をグラン・メーヌ川が流れる。プティ・レ川はコミューンの東の境界を流れている。
その起源以来、レ・ゼルビエは道路交通に恵まれてきた。特にここには2本のローマ街道が通っていた。1つは、ナント-ローマ間の街道でコミューンの北西から南東に向けて通っていた。2つめは、レ・ゼルビエとモレオンをル・プティ・ブールおよびヴァンデ・ガティヌ地方高地を経由してつないでいた。

## 由来
1195年にvillis de Herbertis、1292年にHerbetas、1354年にHerbertisと記されていたことが証明されている。最古のつづりに見つけられるように、実際にはゲルマン人の人名Herbertusからきている。かつて、中世にしばしば人名として用いられていたエベール（fr:Hébert）は、エルベール家（Herbert）という家名の中に生きている。

## 歴史
サントンジュ地方からやってきたベネディクト会派修道士たちによって、1130年、精神的な柱であり、農業と商業が行われていたグレーヌティエール修道院が創設された。6世紀後、有名な恋愛小説『マノン・レスコー』の数ページを執筆するために、アベ・プレヴォがこの地に移ってきている。中世には、イングランドが進出し、ベルトラン・デュ・ゲクランの傭兵集団や、カトリック同盟やユグノー軍の軍隊とともに、虐殺や火災がついてまわった。
フランス革命時代はレ・ゼルビエ一帯の暗黒時代にあたる。レ・ゼルビエの城で、ヴァンデ軍の将軍たちはフランソワ・ド・シャレットをカトリック王党軍の最高指導者に選出した。二か月後の1794年2月3日、アメ将軍率いる地獄部隊がボカージュを覆い尽くし町に火を放った。
20世紀初頭までに、繊維製品や家具製造といった産業の発展とともに、コミューンは徐々に成長していった。

## 経済
1970年代以降、レ・ゼルビエ経済は革新的な中小企業と多くの大企業を獲得したおかげで見事な成長を遂げた。コミューン内にはフランス国内外の企業が多く本社機能を置いている。
- ジャノー - プレジャー・ボート建造
- CWF - ハイ・クラスの服飾ブランドを扱う
- グループ・リエボ - 金属ファサードやアルミサッシのメーカー
- ウラリス - フォアグラ製造

## 人口統計
| 1962年 | 1968年 | 1975年 | 1982年 | 1990年 | 1999年 | 2008年 | 2013年 |
| ------ | ------ | ------ | ------ | ------ | ------ | ------ | ------ |
| 4916   | 9050   | 10599  | 12049  | 13413  | 13932  | 14811  | 15933  |

参照元:1962年から1999年までは複数コミューンに住所登録をする者の重複分を除いたもの。それ以降は当該コミューンの人口統計によるもの。1999年までEHESS/Cassini、2004年以降INSEE。

## 史跡
- レ・ゼルビエ城 - 別名ブソー城とも呼ばれる14世紀の要塞
- アルドゥレ城 - 15世紀初頭に建てられた要塞。最初は封建時代のモット・アンド・ベーリーであった[5]
- シャトー・ド・ボワティサンド― - ルネサンス様式の城館[6]
- シャトー・ド・エタンデュエール - 17世紀に建てられた城館の廃墟

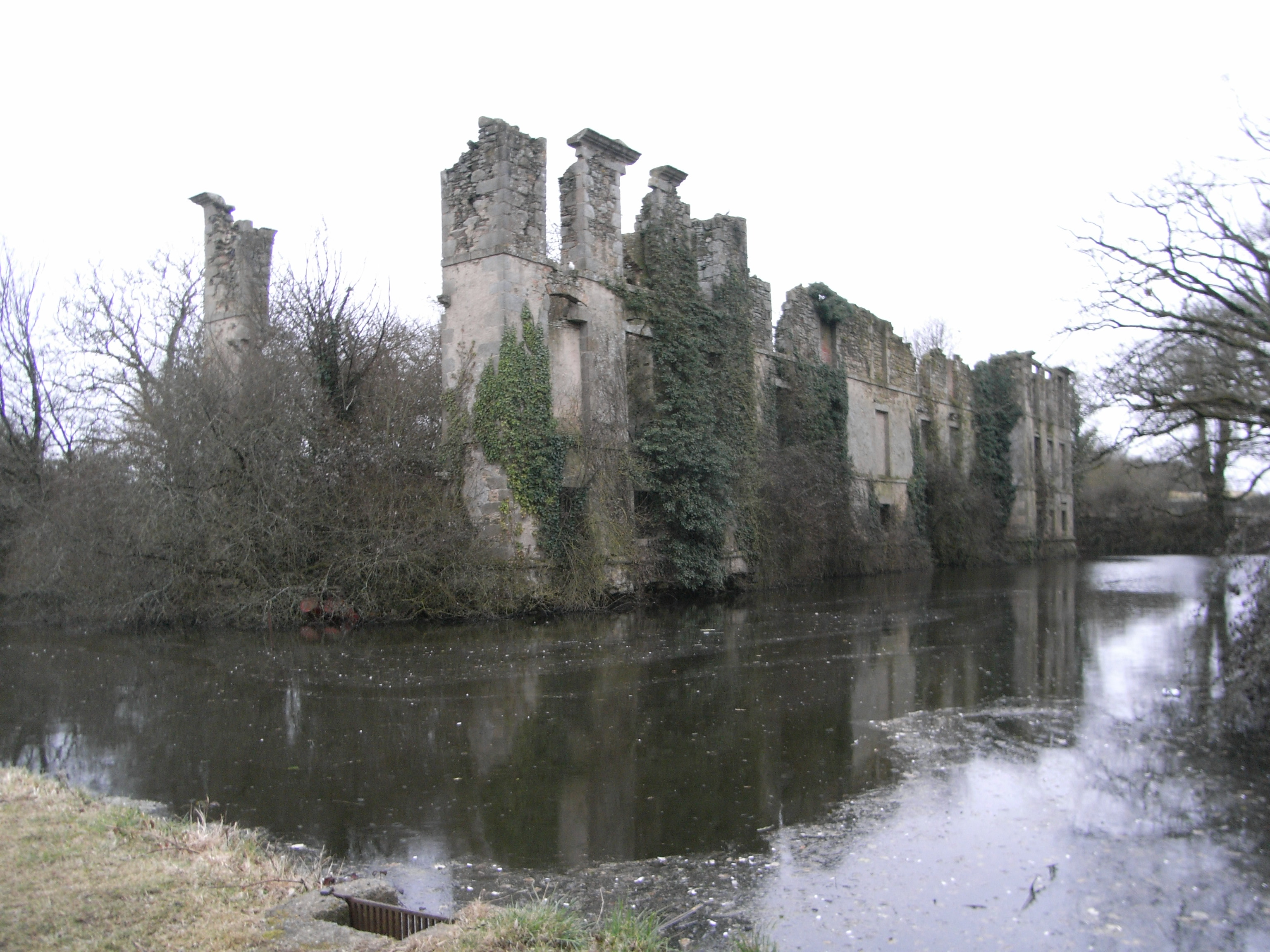
シャトー・ド・エタンデュエール
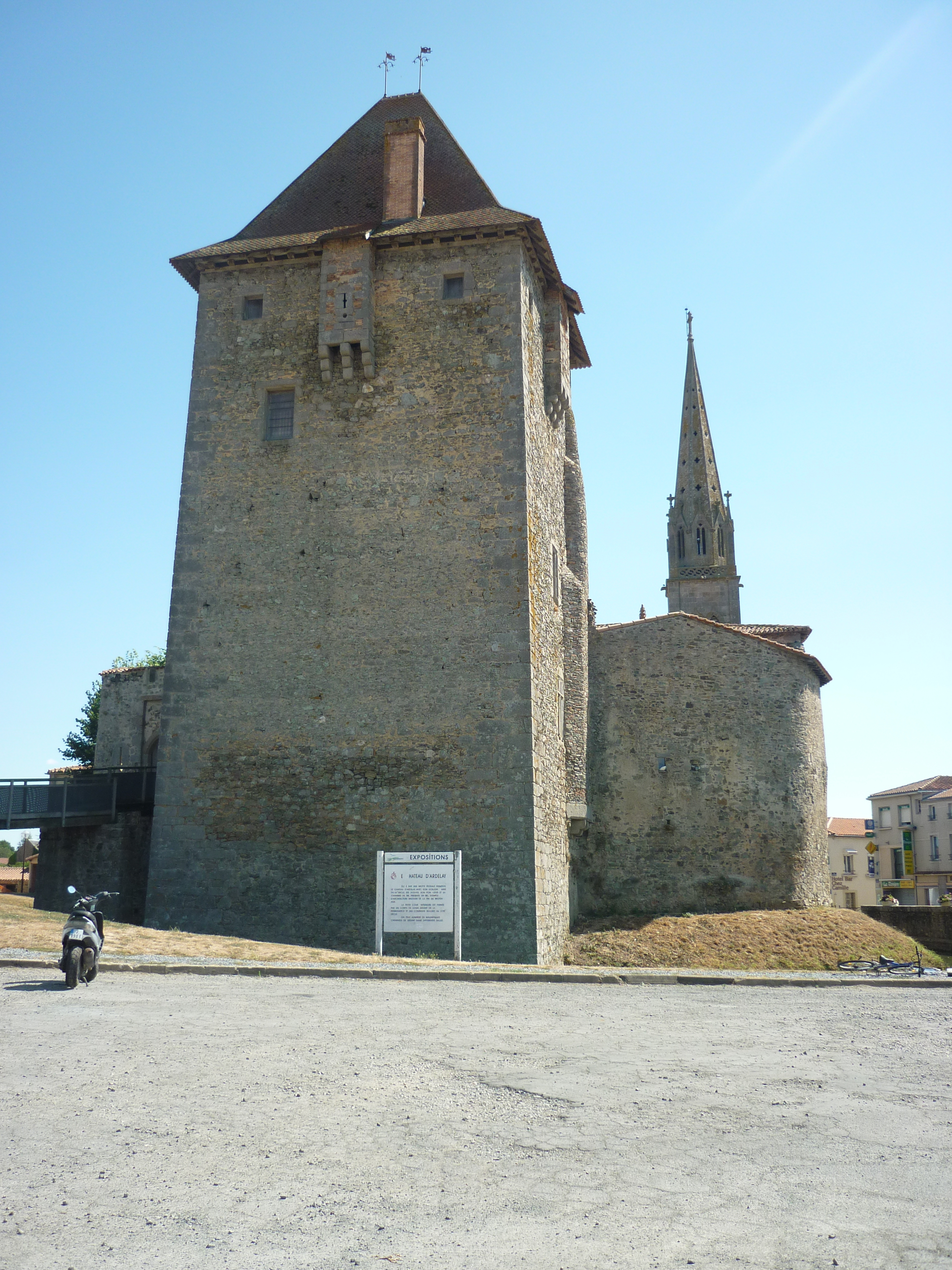
アルドゥレ城
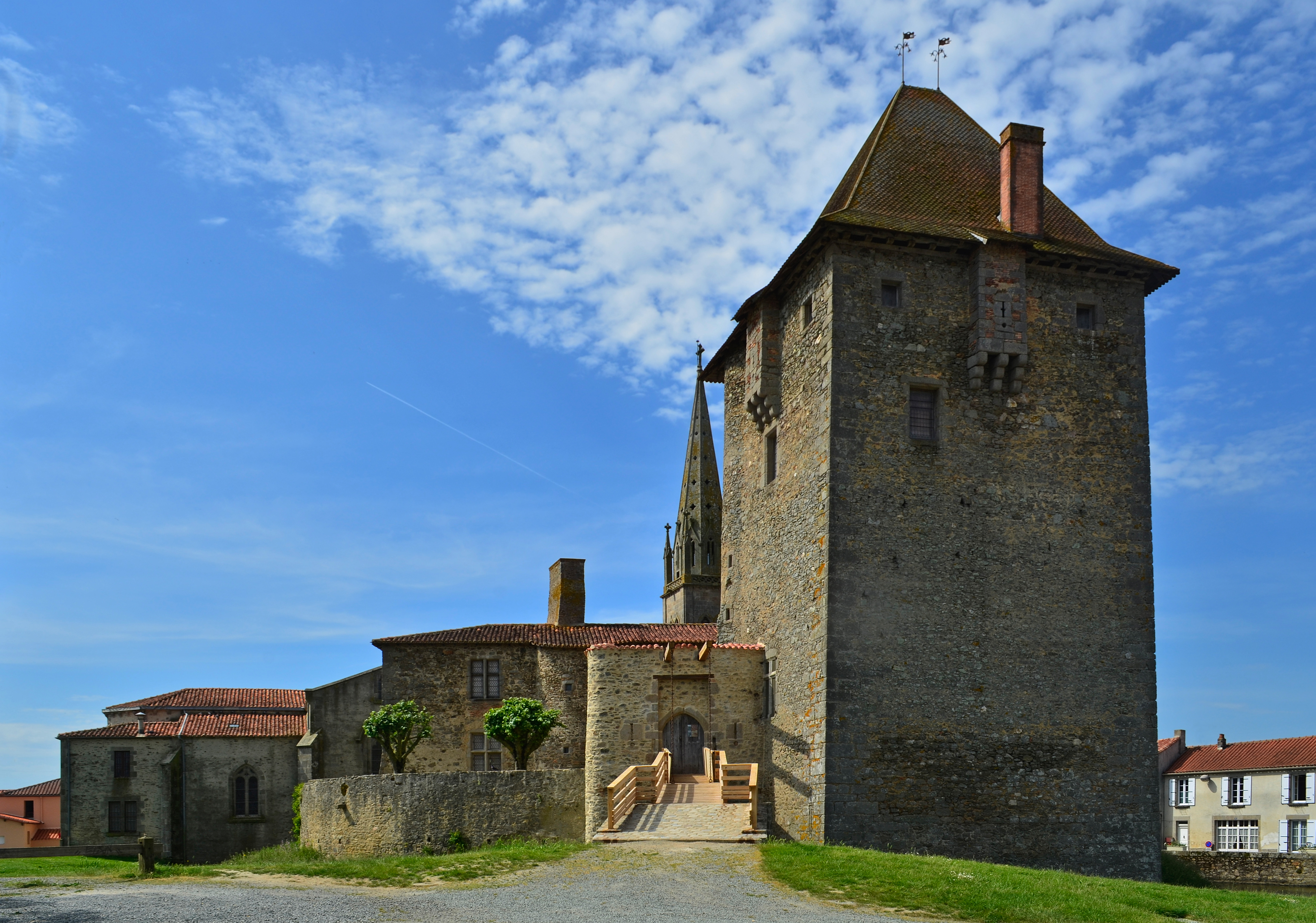
アルドゥレ城
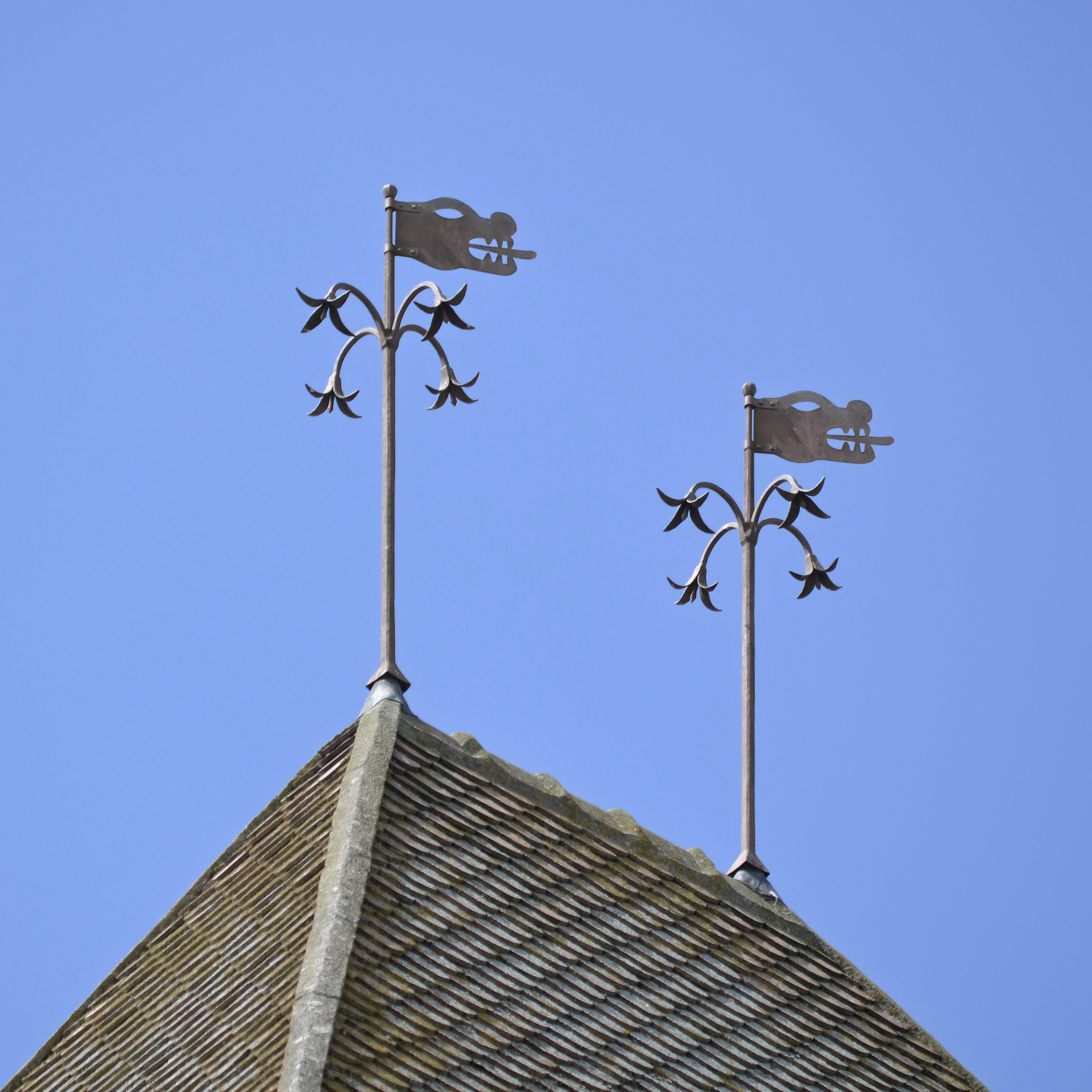
アルドゥレ城の風見鶏
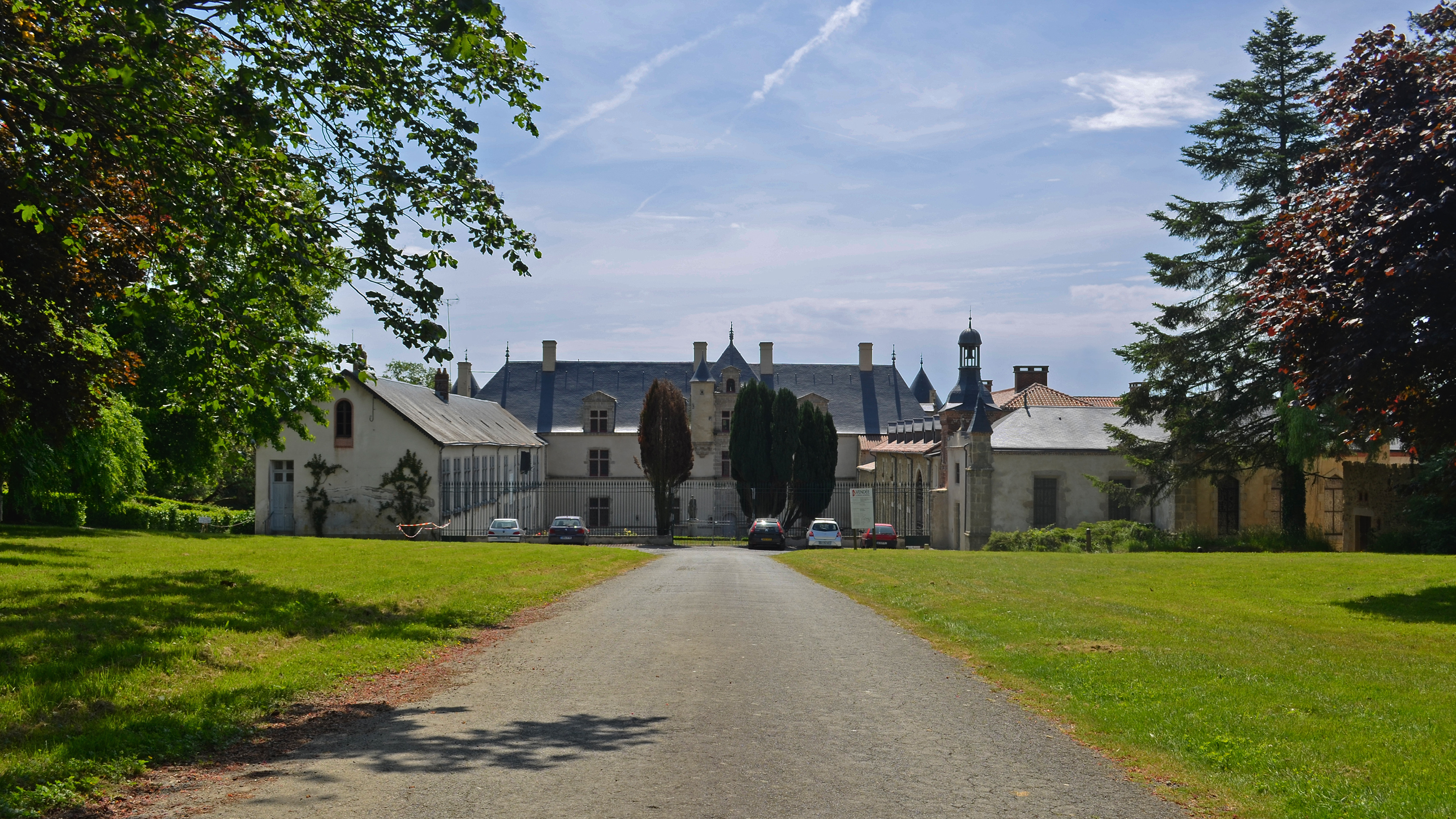
シャトー・ド・ボワティサンドー

- ノートルダム・ド・ラ・グレーヌティエール修道院 - 12世紀のベネディクト会派修道院[7]
- アルエット山 - 風車と礼拝堂が歴史文化財指定されている。
- ノートルダム教会
- サン・ソヴール教会

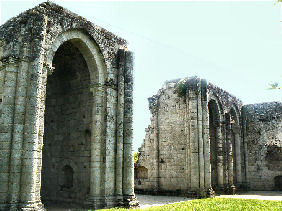
修道院
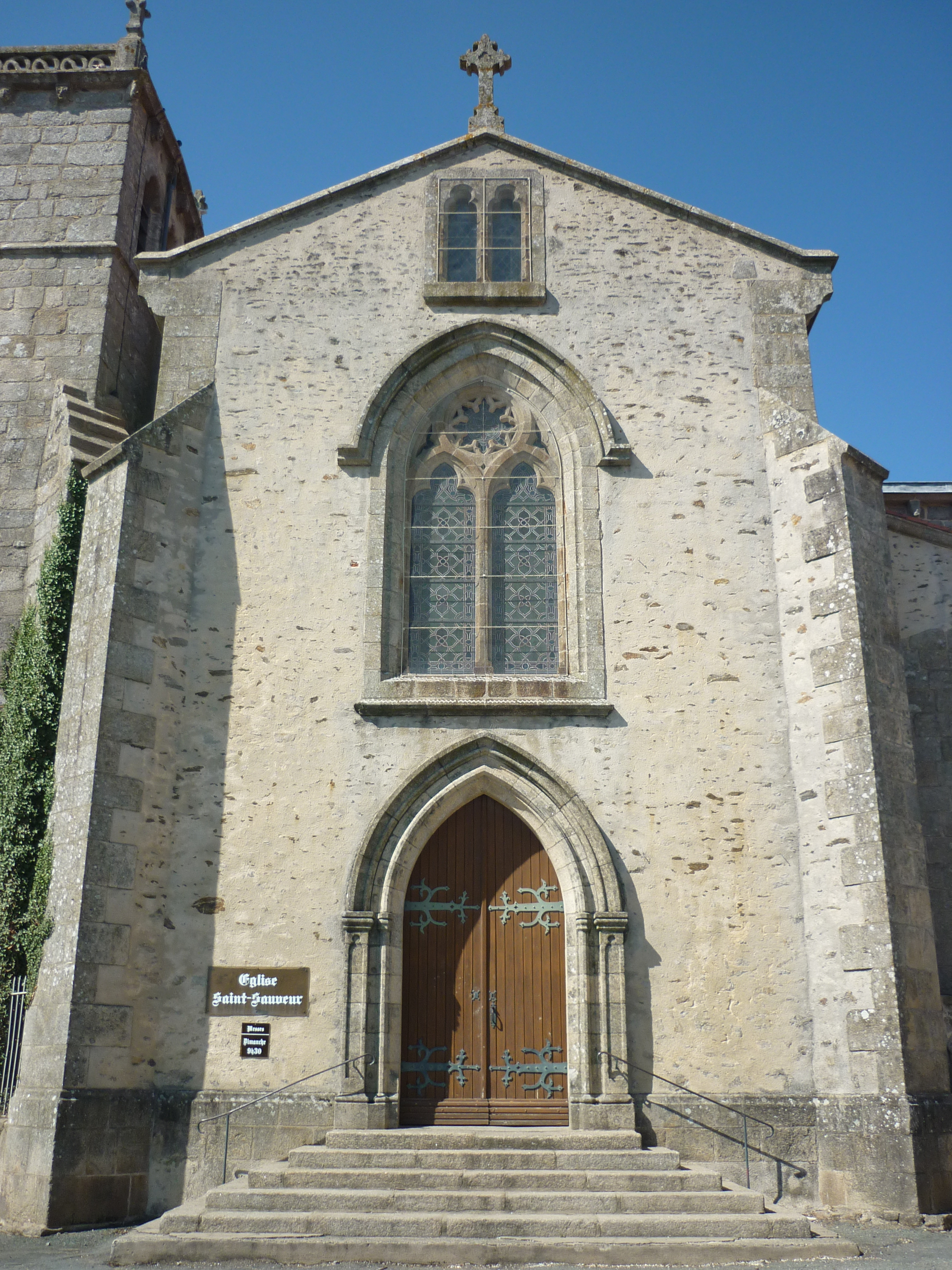
サン・ソヴール教会
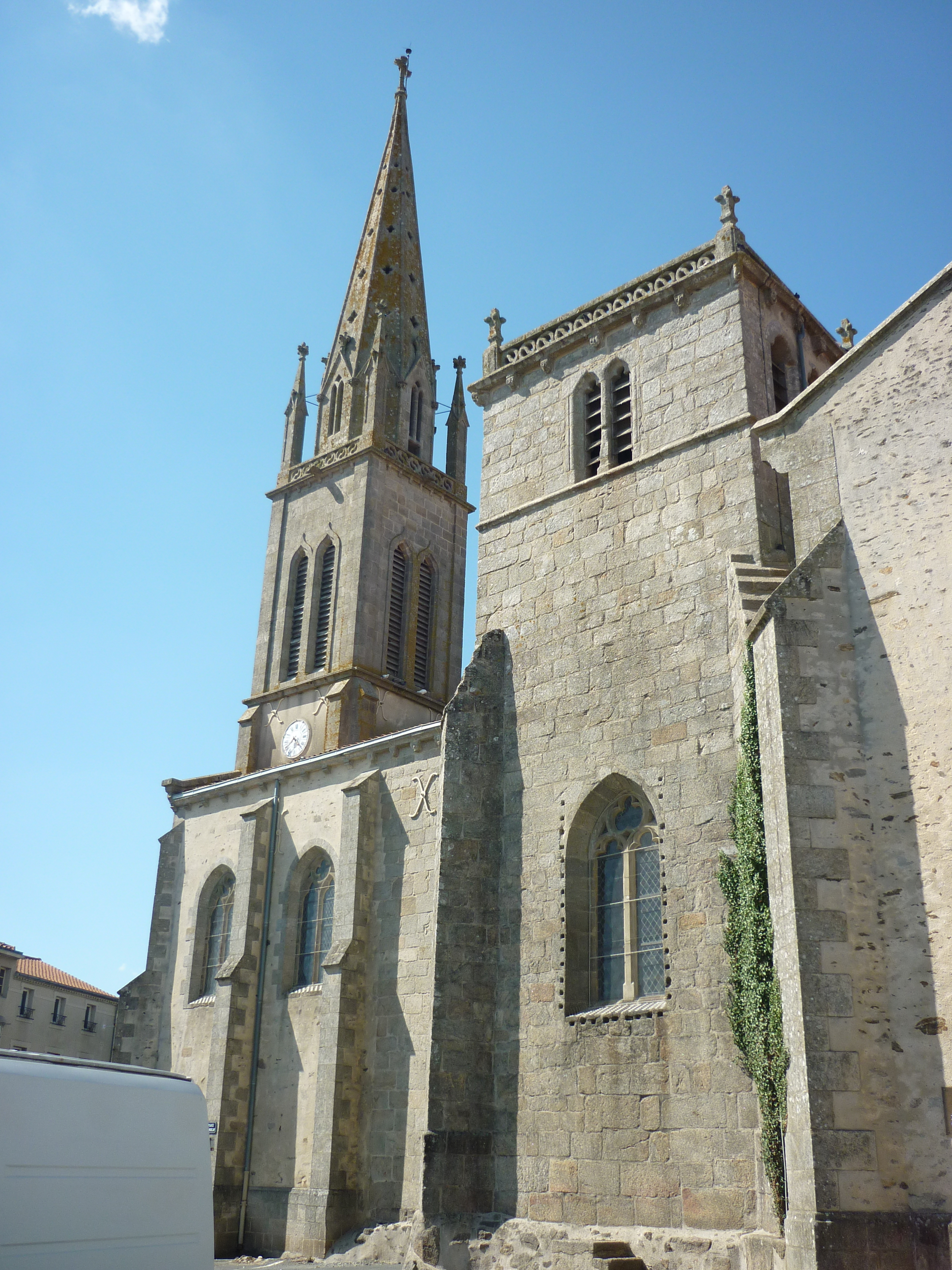
サン・ソヴール教会
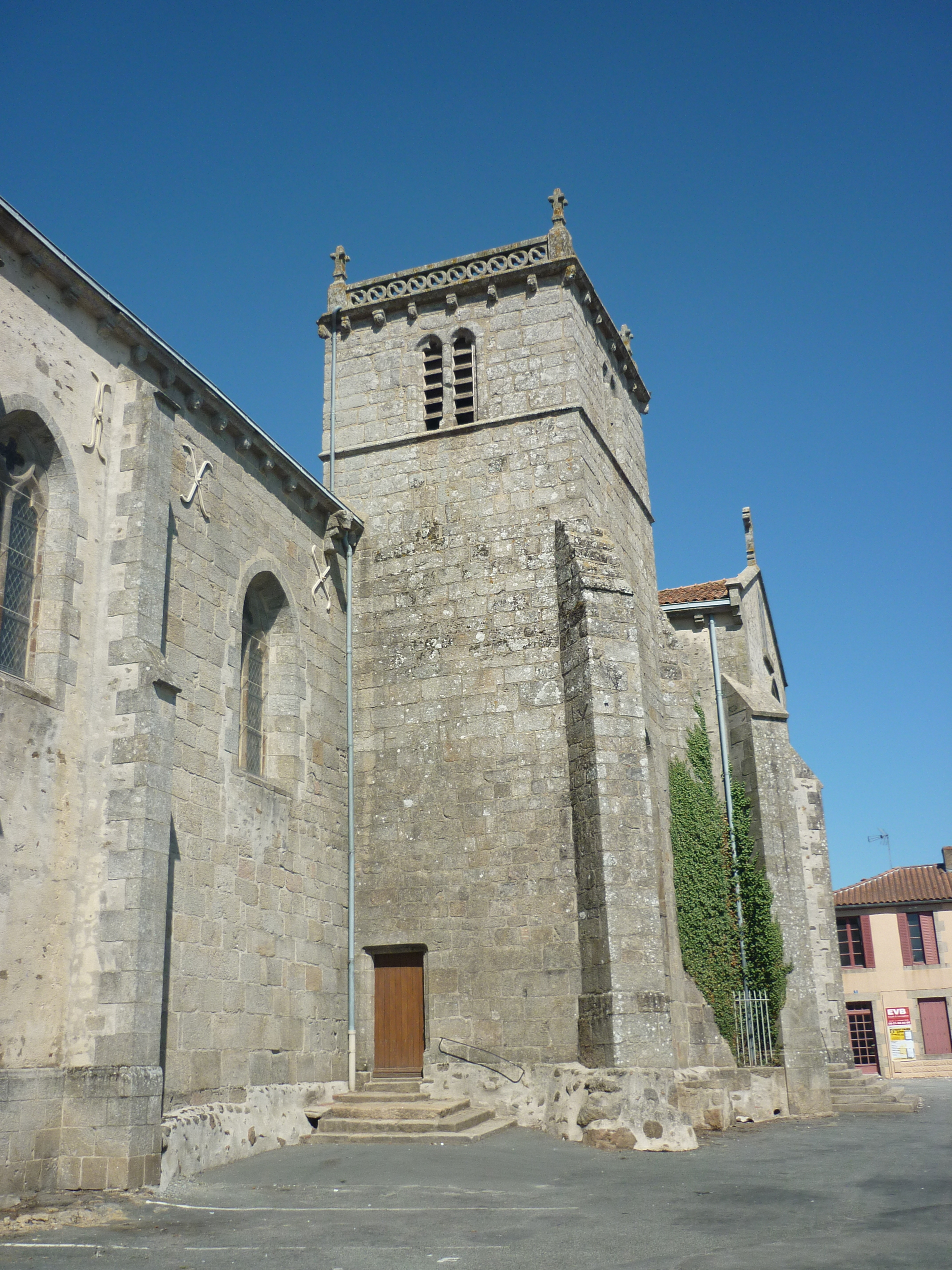
サン・ソヴール教会
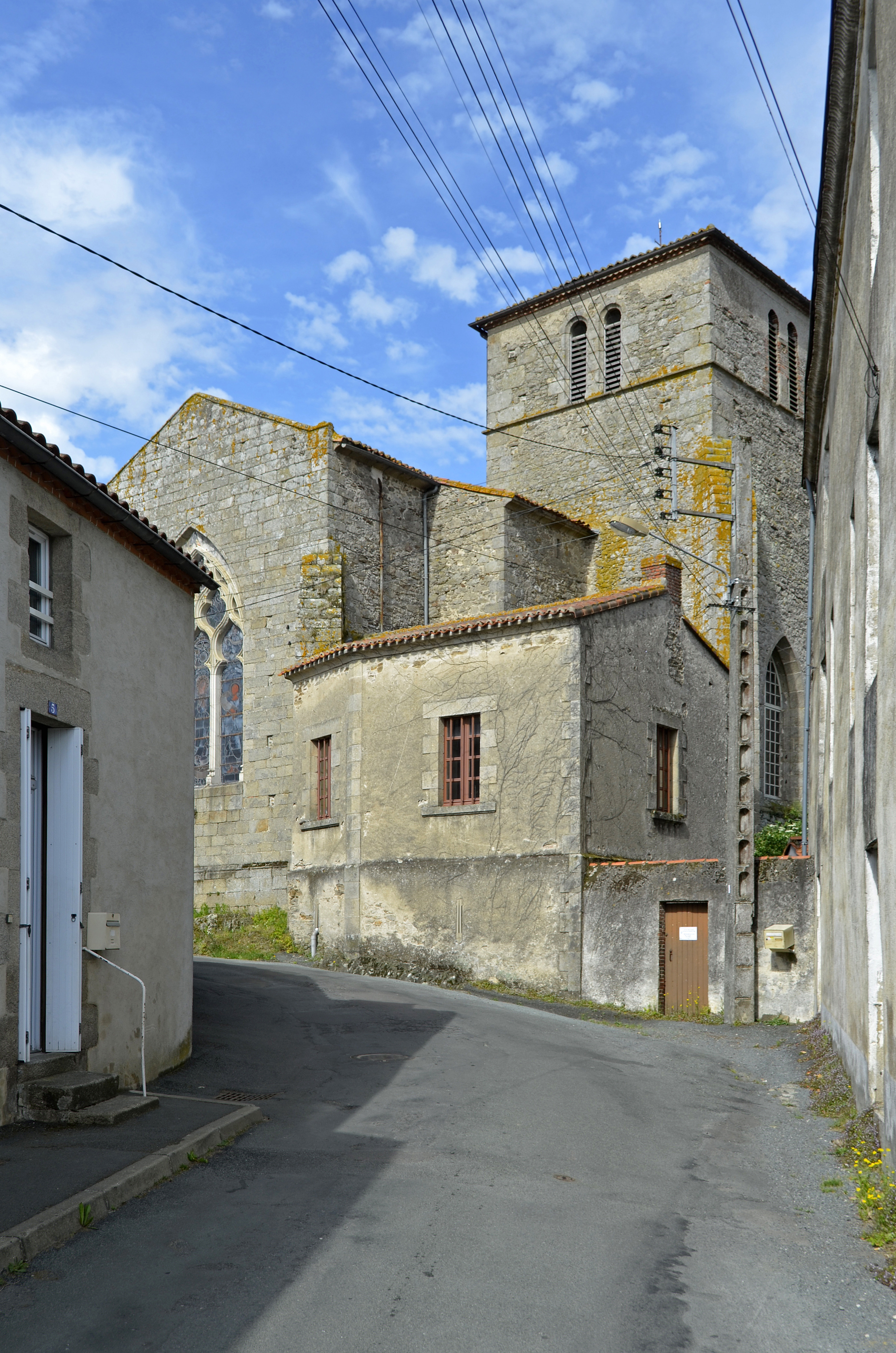
ノートルダム教会

## スポーツ

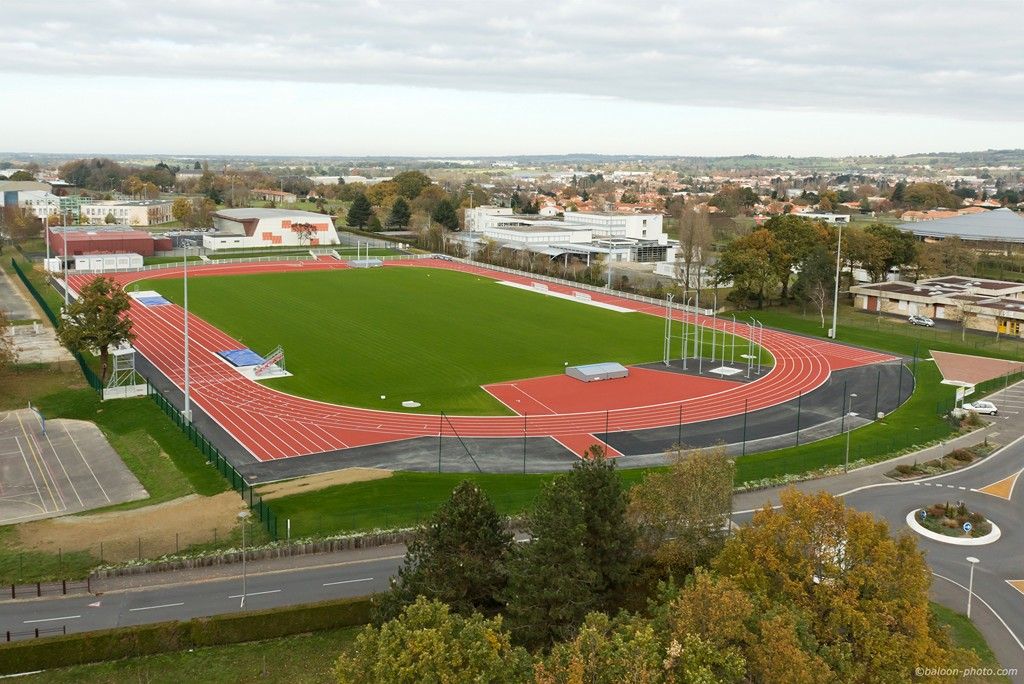
ドゥモワゼル陸上競技場

今日、レ・ゼルビエにはサッカー場や、栄誉あるラグビーの試合が開催される陸上競技場など、多くの施設がある。スポーツの分野においてレ・ゼルビエは、毎年10月に開催されるクロノ・デ・ナシオンのようなスポーツ・イベントの創り方も知っている。

## 姉妹都市
- ニュートン、ウェールズ、イギリス
- コリア、スペイン
- リーベルトヴォルクヴィッツ、ドイツ